# Synagoga Jatke Kalniz w Augustowie
Synagoga Jatke Kalniz w Augustowie – chasydzki dom modlitwy ufundowany przez miejscowych rzeźników mieszczący się przy ulicy Żabiej 7.
Synagoga wybudowana była w latach 1925–1928. Później stanowiła część Urzędu Skarbowego.